# Brother's Keeper
Brother's Keeper foi uma série de televisão exibida entre 1998 e 1999 na rede ABC. O sitcom mostrava a vida de Porter Waide, um pai solteiro que lutava para criar seu filho, Oscar. Ao mesmo tempo, ele lutava para manter seu irmão, Bobby, longe de encrencas.

## Enredo
A série gira em torno de Porter Waide (Ragsdale), um professor de História da faculdade e pai solteiro viúvo, criando seu filho, Oscar (Cooper), sozinho até seu irmão, Bobby (O'Bryan), um jogador de futebol que acabou de ser contratado pelo San Francisco 49ers e tem a reputação de ser um bad boy. Bobby tem que morar com seu irmão e sobrinho, como parte de uma clausula em seu novo contrato multimilionário, no qual ele tem que viver com alguém que é mais responsável do que ele, a fim de mudar sua vida problemática.

## Elenco
- William Ragsdale como Porter Waide
- Justin Cooper como Oscar Waide
- Sean O'Bryan como Bobby Waide
- Bess Meyer como Dena Draeger
- Natasha Slayton como Rose
- Kate Hodge como Marilyn